# Walburga von Manderscheid

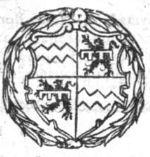
Wappenschild der Walburga von Manderscheid in der Kirche St. Maria ad Ortum, um 1505/08 (Abzeichnung von 1645)

Walburga Gräfin von Manderscheid, Herrin zu Schleiden (* 1468; † zwischen 30. Oktober 1530 und 31. Dezember 1535 vermutlich in ’s-Hertogenbosch) war eine deutsche Adelige.

## Leben
Walburga von Manderscheid, Herrin zu Schleiden, war die Tochter von Graf Kuno (Konrad) I. von Manderscheid (um 1444–1489), Herr zu Schleiden, Neuenstein und Kasselburg, und (⚭ 1459) Gräfin Walpurga von Horn (um 1443–1476), Herrin von Altena. Ihr Vater Kuno I. von Manderscheid heiratete 1476 in zweiter Ehe Mechthild von Virneburg († nach 1506), Herrin von Kronenburg und Neuerburg.

Wappen Manderscheid-Blankenheim

Wappen Schleiden (ursprüngliche, einfache Form)

→ Zu weiteren Vorfahren siehe den Artikel zu ihrem Sohn Hermann von Neuenahr der Ältere (1492–1530).
Gräfin Walburga von Manderscheid galt als reiche Erbin. Sie heiratete 1484 Graf Wilhelm I. von Neuenahr (* um 1447; † 12. Mai 1497), der im Erzstift Köln mit Bedburg, Garsdorf, Hof Morken, Rösberg und dem Erbhofmeisteramt des Kurfürstentums belehnt war. Wilhelm I. von Neuenahr war der Sohn von Graf Gumprecht II. von Neuenahr (um 1400–1484), Erbvogt zu Köln, Herr zu Alpen, und (⚭ 1425) Margareta Gräfin von Limburg (1406–um 1459), Herrin zu Bedburg und Hackenbroich. Erzherzog Maximilian I. von Österreich und sein Sohn Herzog Philipp von Brabant verschrieben den Eheleuten 1200 Gulden aus dem Zöllen auf der Maas, mit denen der Drost von Valkenburg aan de Geul, Edmund von Palant († 1534), in ihrem Auftrag sonst insgesamt Kuno I. von Manderscheid belehnte.
Das Hofgut der Familie in Köln, der „Neuenahrer Hof“, stand an der Ecke Langgasse (heute: Neven-DuMont-Straße)/Schwalbengasse. Es wurde in den 1640er Jahren niedergelegt, der Treppenturm ist in der Kirche St. Maria in der Kupfergasse erhalten.
1490 verpfändeten Wilhelm I. von Neuenahr und seine Frau Walburgis mit Genehmigung des Kurkölner Lehnsherrn Erzbischof Hermann IV. von Hessen († 1508) den Hof Morken im Amt Kaster an den Jülicher Erbkämmerer und Amtmann von Nörvenich Johann van dem Bongart (* um 1446; † 1520) und seine Frau Elisabeth von Argenteau († nach 1520). Dem Augustinerkloster in Bedburg stifteten sie 1494 zusammen ein Ackerstück an der Kölner Straße in Bedburg, dessen Erlös dem Klostergottesdienst zugutekommen sollte.
Walburga von Manderscheid-Schleiden wurde 1496 nach Brüssel zitiert, um die Maaszölle als Lehen zu empfangen. Entweder in diesem Jahr oder 1500 wurde sie anstelle von Kuno II. von Manderscheid († 1501), der das Lehen auftrug, von Erzherzog Philipp von Österreich mit dem gesamten Zoll auf der unteren Maas – dem sogenannten Schleidener Zoll – belehnt.
Nach dem Tod von Wilhelm I. von Neuenahr 1497 wurden Goedart Dutsche (Goedert Duytzsche, Deutz, Dütsch) von Außem (Aushem, Onssem) genannt van der Kulen (Kuylen, Kaulen), Lehnsträger von Bucke bei Kaster, und Conrad Roß von Laach († 1508), Jülicher Landrentmeister und Rentmeister des Amtes Kaster, als Vormünder für ihre Kinder bestellt. Die Grafen Jakob II. von Horn († 1500) und Wilhelm III. von Wied und Moers († 1526) kamen 1498 überein, dass Schloss, Stadt und Herrlichkeit Weert, die Wilhelm I. sequestriert (verwaltet) hatte, von Jakobs Nichte Walburga von Manderscheid regiert werden sollten. Die hornsche Herrschaft Weert war 1486 von Jakob II. von Horn an Vincenz von Moers bzw. Wilhelm von Manderscheid verpfändet worden.
Walburga von Manderscheid-Schleiden schloss 1499 für ihre Kinder einen Erbteilungs- und Schiedsvertrag über die von ihr geerbten großväterlichen und elterlichen Güter ab. Für 4000 Gulden verpfändete sie eine Jahresrente von 200 Gulden aus ihrem Anteil an den Zöllen auf der Maas. Ihrem Sohn Hermann von Neuenahr verschaffte sie 1500 ein Kanonikat an der Kathedrale St. Lambert in Lüttich, wo Walburgas Onkel Johann IX. von Hoorn († 1506) seit 1482 als Bischof von Lüttich residierte.
1502 löste Walburga von Manderscheid für 2000 Goldgulden den Hof Morken aus, den sie zusammen mit ihrem verstorbenen Mann verpfändet hatte. Im selben Jahr 1502 heiratete Gräfin Walburga von Manderscheid in zweiter Ehe Frederik van Egmond, Graf zu Büren und Leerdam (1440–1521), Herr zu IJsselstein, der zuvor (⚭ I. 1464) mit Aleida von Culemburg († 1471) verheiratet gewesen war. Frederik war ein Sohn des Wilhelm II. (IV.) von Egmond (1412–1483) und der Walburga von Moers († 1459). 1505 einigten sich Walburga von Manderscheid und ihr Mann Frederik mit den Vormündern von Walburgas Söhnen über die Ansprüche auf ihr Wittum, Silber und die Renten. Für ihren Sohn Hermann bezeugten 1505 Graf Philipp II. von Virneburg und Neuenahr, Herr zu Saffenberg († 1517/25), Graf Wilhelm III. von Wied und Moers, Herr zu Ysenburg und Runkel, Graf Wilhelm I. von Sayn-Wittgenstein, Herr zu Homburg (1480–1570), und Heinrich II. von Reichenstein, Herr zu Kerpen und Reckheim († 1506) ihre adelige Abstammung als Mutter des künftigen Kölner Stiftsherrn. 1509 vergab Walburga Rechte aus dem Maaszoll zwischen Maastricht und Venlo an Michiel Hendricksz. Haenegreeff († 1524) von Eindhoven anlässlich seiner Hochzeit mit ihrer Nichte Johanna van Hoorn († 1558).
1516 war Walburga in Kleve Taufpatin von Herzog Wilhelm V. von Jülich-Kleve-Berg (1516–1592). 1519 siegelte sie die Wittumsverschreibung ihres Sohnes Wilhelm II. von Neuenahr für seine Braut Anna von Wied mit.
Nach Frederiks van Egmond Tod lebte Walburga im Huis van Ysselstein in der Orthenstraat (Nr. 36) gegenüber dem Sint Geertruiklooster in ’s-Hertogenbosch. Frederik van Egmond vermachte Walburga den Nießbrauch der Herrschaft Cranendonck. Michiel Hendricksz. Haenegreeff vertrat Walburga von Manderscheid 1521 vor dem brabantischen Lehenshof in Brüssel. 1527 gestattete ihr Kaiser Karl V., ihre Erblehen in ihrem Testament frei zu vererben. 1530 übertrug sie den Nießbrauch an Haus IJsselstein ihrem Stiefsohn Floris van Egmond (1469–1539). Als ihr Bevollmächtigter trat dabei Junker Daniel Godschalksz. van Gerwen († 1559) auf, der zweite Ehemann ihrer Nichte Johanna van Horne und Drost von Cranendonck.
Nach ihrem Tod wurde Walburga von Manderscheid neben ihrem ersten Mann Wilhelm I. von Neuenahr in der Kirche des Zisterzienserinnen-Klosters zum Mariengarten St. Maria ad Ortum in Köln beigesetzt. Statt ihrer wurde 1535 ihr Sohn Wilhelm II. von Neuenahr von Kaiser Karl V. mit allen Zöllen auf der Maas belehnt.

## Familie
Die Kinder Wilhelms I. von Neuenahr mit seiner Frau Walpurg von Manderscheid waren:
1. Wilhelm II. von Neuenahr (* zwischen 1485 und 1487; † 1552), verheiratet mit der Erbtochter der Grafschaft Moers, Gräfin Anna von Wied (um 1500–1528), einer Nichte des späteren Kölner Erzbischofs und Kurfürsten Hermann V. von Wied (1477–1552),
2. Anna von Neuenahr (* um 1490; † 1535),[29] seit etwa 1508 verheiratet mit Walraven II. van Brederode (1462–1531), Herr von Vianen und Ameide, Burggraf von Utrecht, Sohn von Reinoud II. van Brederode (1415–1473) und Yolanda van Lalaing,
3. Hermann von Neuenahr (1492–1530), humanistischer Theologe, Staatsmann, Naturwissenschaftler, Kölner Dompropst und erzbischöflicher Kanzler der alten Universität Köln,[30]

## Wappen
Blasonierung: Schild geviert; in 1 und 4 (Manderscheid) in Gold ein roter Sparrenbalken, in 2 (Blankenheim) in Gold ein rotbewehrter und -bezungter rechtssehender schwarzer Löwe, belegt oberhalb der Mitte mit einem freischwebenden vierlätzigen roten Turnierkragen, in 3 (Schleiden) in blauem [mit goldenen Hermelinschwänzen bestreuten] Feld ein [rotbezungter] rechtssehender [goldbekrönter] silberner gelöwter Leopard, belegt oberhalb der Mitte mit einem freischwebenden vierlätzigen roten Turnierkragen.

## Darstellung in der Kunst
Um 1505/08 ließen Walburga von Manderscheid und ihre Söhne die neuenahrsche Grablege in der Kirche
St. Maria ad Ortum, in der ihr erster Mann beigesetzt worden war, zu einem Dynastengrab umgestalten. Auf einem – wohl nach 1524 entstandenen – Glasfenster waren nach einer Beschreibung des Johann Gottfried von Redinghoven (1628–1704) kniend Graf Wilhelm I. von Neuenahr mit seinen beiden Söhnen, Hermann als Geistlicher in weißem Chorrock und roter „Beff“ (Schulterumwurf) eines Dompropstes, und Walburga von Manderscheid mit der Tochter Anna dargestellt. Die Kirche wurde 1805 niedergelegt, das Kunstwerk vermutlich zerstört.